# Nine Kooiman

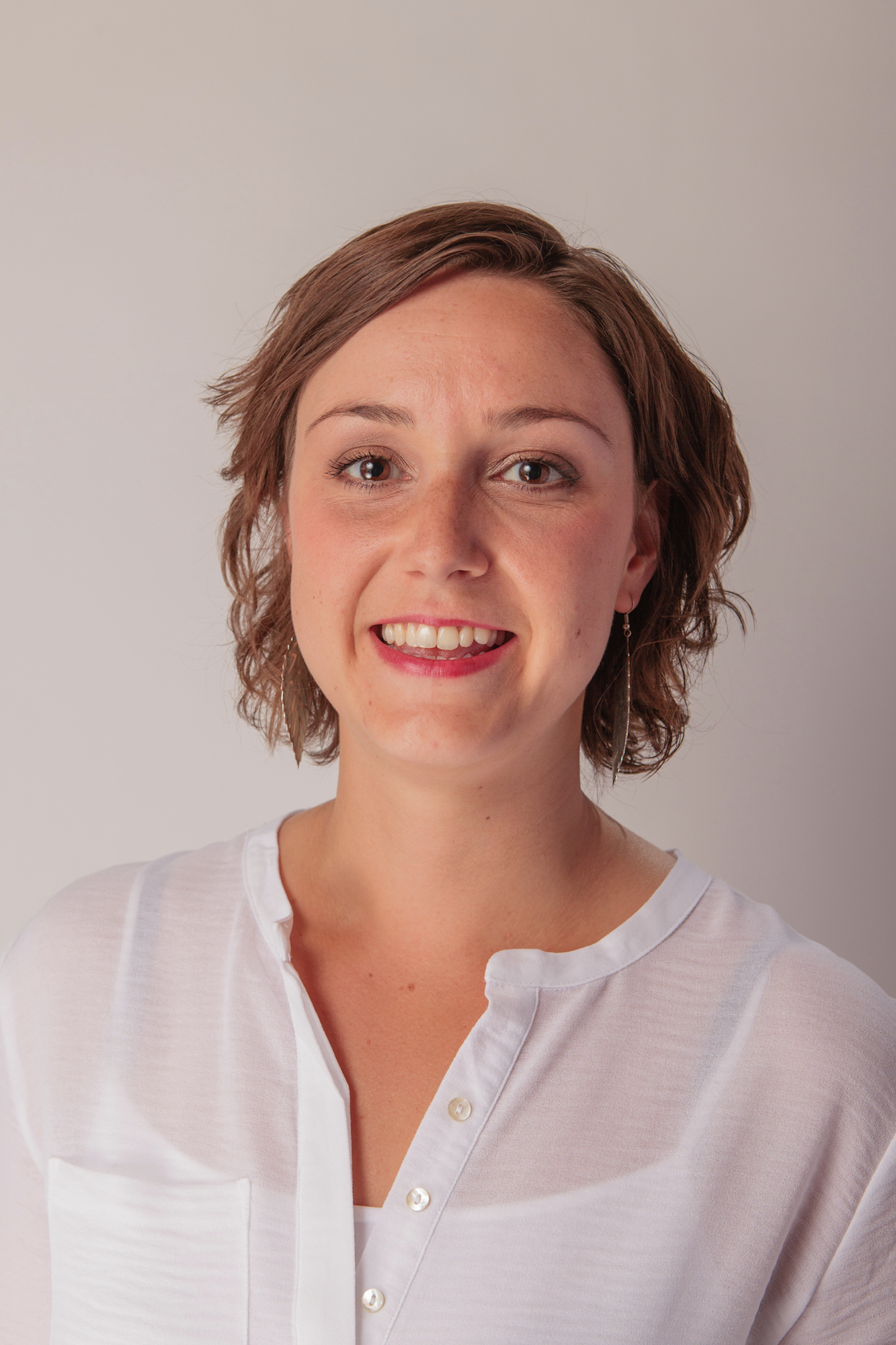
Nine Kooiman

Catharina Johanna Elise „Nine“ Kooiman (* 9. Dezember 1980 in Utrecht) ist eine niederländische Politikerin der Socialistische Partij.

## Leben
Kooiman war vor ihrer politischen Laufbahn als Sozialarbeiterin tätig. Von 2007 bis 2010 war Kooiman Mitglied im Gemeinderat von Nieuwegein. Kooiman ist seit 2010 Abgeordnete in der Zweiten Kammer der Generalstaaten.